# آسترید کربسباخ
آسترید کربسباخ (انگلیسی: Astrid Krebsbach؛ ۱۹۱۳ – ۱۹۹۵) یک بازیکن تنیس روی میز اهل آلمان بود. 
وی در مسابقات کشوری و بین‌المللی در مجموع برنده ۱ مدال طلا، ۵ مدال نقره، ۳ مدال برنز شده‌است.